# Oonops reticulatus
Oonops reticulatus är en spindelart som beskrevs av Alexander Petrunkevitch 1925. Oonops reticulatus ingår i släktet Oonops och familjen dansspindlar. Inga underarter finns listade i Catalogue of Life.